# François Rebel
François Rebel (París, Illa de França, 1701-1775) fou un violinista i compositor francès.
Era fill de Jean-Féry Rebel i als tretze anys entrà en l'orquestra de l'Òpera i poc temps més tard entaulà amistat amb Francœur, amb el qual s'associà. Així foren junts primers violins, inspectors, directors i després empresaris de l'Òpera.
A més, Rebel fou primer intendent de la música de la cort i inspector general de l'Òpera. En col·laboració amb Francœur va compondre les òperes:
Pyrame et Thisbé, (1726)
Tharsis et Zélie, (1728)
Scanderberg, (1735)
Le ballet de la Paix, (1738)
Les Augustales, (1744)
Zélinder et Isméne, (1745
Les génies tutélaires, (1751)
Le Prince de Noisy, (1760).
A més, sense col·laboració va compondre diverses cantates, un Te Deum, un De Profundis i altres obres religioses.